# Piła (Ostrów Wielkopolski, Gran Polonia)
Piła es un pueblo en el municipio de Sośnie, comprendido en el distrito de Ostrów Wielkopolski, voivodato de Gran Polonia, en el centro oeste de Polonia. Se encuentra aproximadamente a 6 kilómetros al sur de Sośnie, a 27 kilómetros al sur de Ostrów Wielkopolski, y a 119 kilómetros al sureste de la capital regional Poznań.